# UFC 82
UFC 82: Pride of a Champion fue un evento de artes marciales mixtas celebrado por Ultimate Fighting Championship el 1 de marzo de 2008 en el Nationwide Arena, en Columbus, Ohio.
El evento principal fue una pelea de unificación de UFC y PRIDE FC por el título medio entre el campeón de peso medio de UFC Anderson Silva y el campeón de peso wélter de PRIDE FC Dan Henderson.
En el evento, el excampeón de peso pesado de UFC Mark Coleman fue incluido en el Salón de la Fama del UFC.
Esta sería también la última aparición del excampeón peso pesado de UFC Andrei Arlovski en el UFC.

## Resultados

### Tarjeta preliminar
- Peso ligero: Jorge Gurgel vs. John Halverson

Gurgel derrotó a Halverson vía decisión unánime (29–28, 29–28, 30–27).
- Peso wélter: Luke Cummo vs. Luigi Fioravanti

Fioravanti derrotó a Cummo vía decisión unánime (30–27, 30–27, 30–27).
- Peso wélter: Diego Sanchez vs. David Bielkheden

Sánchez derrotó a Bielkheden vía sumisión (golpes) en el 4:43 de la 1ª ronda.
- Welterweight bout: Josh Koscheck vs. Dustin Hazelett

Koscheck derrotó a Hazelett vía TKO (golpes) en el 1:24 de la 2ª ronda.
- Heavyweight bout: Andrei Arlovski vs. Jake O'Brien

Arlovski derrotó a O'Brien vía TKO (golpes) en el 4:17 de la 2ª ronda.

### Tarjeta principal
- Peso wélter: Chris Wilson vs. Jon Fitch

Fitch derrotó a Wilson vía decisión unánime (30–27, 29–28, 30–27).
- Peso medio: Evan Tanner vs. Yushin Okami

Okami derrotó a Tanner vía KO (rodillazo) en el 3:00 de la 2ª ronda.
- Peso medio: Chris Leben vs. Alessio Sakara

Leben derrotó a Sakara vía KO (golpes) en el 3:16 de la 1ª ronda.
- Peso pesado: Heath Herring vs. Cheick Kongo

Herring derrotó a Kongo vía decisión dividida (29–28, 28–29, 29–28).
- Campeonato de Peso Medio de UFC & Campeonato de Peso  Wélter de PRIDE: Anderson Silva (Campeón UFC) vs. Dan Henderson (Campeón PRIDE)

Silva derrotó a Henderson vía sumisión (rear-naked choke) en el 4:52 de la 2ª ronda para unificar el campeonato peso medio.

## Premios extra
Cada peleador recibió un bono de $60.000.
- Pelea de la Noche: Anderson Silva vs. Dan Henderson
- KO de la Noche: Chris Leben
- Sumisión de la Noche: Anderson Silva